# Procryptocerus
Procryptocerus is een geslacht van vliesvleugelige insecten van de familie Mieren (Formicidae).

## Soorten
- P. adlerzi (Mayr, 1887)
- P. attenuatus (Smith, F., 1876)
- P. balzani Emery, 1894
- P. batesi Forel, 1899
- P. belti Forel, 1899
- P. carbonarius (Mayr, 1870)
- P. clathratus Emery, 1896
- P. convergens (Mayr, 1887)
- P. convexus Forel, 1904
- P. coriarius (Mayr, 1870)
- P. curvistriatus Kempf, 1949
- P. eladio Longino & Snelling, 2002
- P. elegans Santschi, 1921
- P. ferreri Forel, 1912
- P. gibbosus Kempf, 1949
- P. goeldii Forel, 1899
- P. gracilis (Smith, F., 1858)
- P. hirsutus Emery, 1896
- P. hylaeus Kempf, 1951
- P. impressus Forel, 1899
- P. kempfi Longino & Snelling, 2002
- P. lenkoi Kempf, 1969
- P. lepidus Forel, 1908
- P. marginatus Borgmeier, 1948
- P. mayri Forel, 1899
- P. montanus Kempf, 1957
- P. nalini Longino & Snelling, 2002
- P. paleatus Emery, 1896
- P. petiolatus (Smith, F., 1853)

- P. pictipes Emery, 1896
- P. regularis Emery, 1888
- P. rudis (Mayr, 1870)
- P. sampaioi Forel, 1912
- P. scabriusculus Forel, 1899
- P. schmalzi Emery, 1894
- P. schmitti Forel, 1901
- P. seabrai Kempf, 1964
- P. spiniperdus Forel, 1899
- P. spinosus (Smith, F., 1859)
- P. striatus (Smith, F., 1860)
- P. subpilosus (Smith, F., 1860)
- P. sulcatus Emery, 1894
- P. tortuguero Longino & Snelling, 2002
- P. victoris Kempf, 1960
- P. virgatus Kempf, 1964